# Горно-Белево
Горно-Белево (болг. Горно Белево) — село в Болгарии. Находится в Старозагорской области, входит в общину Братя-Даскалови. Население составляет 291 человек.

## Политическая ситуация
В местном кметстве Горно-Белево, в состав которого входит Горно-Белево, должность кмета (старосты) исполняет Танё Иванов Иванов (Граждане за европейское развитие Болгарии (ГЕРБ)) по результатам выборов.
Кмет (мэр) общины Братя-Даскалови — Ваня Тодорова Стоева (коалиция партий: Болгарская социалистическая партия (БСП), национальное движение «Симеон Второй» (НДСВ)) по результатам выборов.